# 协作区
协作区，后来也称经济协作区，是中华人民共和国在1958年至1982年实施的一种跨省经济合作与管理组织形式。

## 历史
1958年中国推进“大跃进”运动，其中一项原则是简政放权，中央各部委改变管理体制，精简行政机构，把大部分企业、事业和文教单位下放到各省、市、自治区管理。例如：铁道部的各铁路局全部下放给属地省管理。其目的是“省、市、自治区是发展经济建设的基本单位，只有充分发挥这一级的积极性，才能更好地发挥地（市）县区乡和全党全民办工业的积极性和促进农业以更快的速度发展。”
1958年6月1日，中共中央发布了《关于加强协作区工作的决定》，指出：“根据我国幅员广大、资源丰富、人口众多的特点，进一步地在中央集中领导下，按照全而规划，逐步形成若干个具有比较完整的工业体系的经济区域，保证农业以较快的速度发展，巩固工农联盟，这对于有计划地发展我国的经济和应付可能发生的突然事变，都具有重大意义。”“在中央统一领导和国家计划指导之下，由各个协作区委员会按照本区的具体情况，拟定工业特别是大型企业的合理布局和经济发展计划的统一安排”，“中央各部委必须鼓足干劲，积极负起组织全国大协作、大平衡和技术指导与提高的任务，根据各个经济区域的资源等条件，按照全国统一的规划，尽快地分别建立大型的工业骨干和经济中心，形成若干个具有比较完整的工业体系的经济区域。”为此，跨省的协作区的任务：
1. 为了克服工业分布很不平衡的状态，新建大型工业企业应当在几个省、市、自治区范围的协作区内作合理的分布，使各个协作区都具有必要的工业骨干，建立起比较完整的工业体系。成为带动协作区地方中、小型企业和整个经济发展的骨干。
2. 工业基础较强的地区帮助工业基础较差的地区，以点带面。
3. 地方工业和中小型企业的大发展中，防止重复、浪费、缺漏，需要全面规划、分工协作。
4. 通过协商方式，解决各省、市、自治区之间的矛盾和问题。防止和克服本位主义。
5. 各省、市、自治区年度的和长远的经济计划，首先由各省、市、自治区研究和平衡，然后再由各协作区进行必要的地区平衡，最后报中央全面综合平衡。

该文件规定了协作区的组织原则：“全国划分为七个协作区，每个协作区都成立协作区委员会，作为各个协作区的领导机构。协作区委员会的组成人员是有关省、市、自治区党委第一书记和其他必要的人员，委员人选由该区各省、市、自治区共同商定，报中央批准。协作区委员会下设立协作区经济计划办公厅，作为它的办事机构，并且接受国家计划委员会和国家经济委员会的指导。中央计委、经委应当迅速调派得力干部，帮助各区建立办公机构。每个协作区指定一位省、市、自治区党委第一书记作为协作区委员会的主任委员，如需要增设副主任委员的时候，由委员会推选。”从国家计委、国家经委各抽调了60名干部（其中6名副主任、6名局长）分别到六个协作区工作。
1. 辽宁、吉林、黑龙江，为东北协作区，以黑龙江省委第一书记欧阳钦为主任委员。国家计委副主任倪伟调任东北协作区副主任委员兼办公厅主任。
2. 北京、河北、内蒙古自治区、山西，为华北协作区，以河北省委第一书记林铁为主任委员。
3. 上海、江苏、浙江、安徽、江西、福建、山东，为华东协作区，以上海市委第一书记柯庆施为主任委员。
4. 广东、广西僮族自治区为华南协作区，以广东省委第一书记陶铸为主任委员。
5. 湖南、湖北、河南为华中协作区，以湖北省委第一书记王任重为主任委员。
6. 四川、云南、贵州、西藏地区为西南协作区，以四川省委第一书记李井泉为主任委员。
7. 陕西、甘肃、青海、新疆维吾尔自治区、宁夏回族自治区为西北协作区，以陕西省委第一书记张德生为主任委员。

北京、上海、沈阳、哈尔滨、天津、广州、武汉、成都、西安等9个城市由彭真、柯庆施每年召开一次到两次各大城市联席会议。 
1958年9月24日国务院全体会议第80次会议通过、发布了《中共中央、国务院关于改进计划管理体制的规定》：

（二）各协作区在计划工作方面的主要任务是：

组织本协作区内各省、自治区、直辖市采取积极措施，保证完成和超额完成国家计划，并在第二个五年计划期内根据具体情况建立本协作区比较完整的工业体系；

根据本协作区内各省、自治区，直辖市所编制的计划，草案，进行综合平衡和必要的调整；

在保证完成国家各项调拨任务的条件下，在本协作区内的各省、自治区、直辖市之间，组织生产、建设、培训干部和其他方面的协作，以及进行物资、商品、劳动力、投资等方面的调剂工作。

1960年9月，中央政治局会议正式决定恢复设立华北、东北、华东、中南、西南和西北等六个大区党的中央局，七大协作区调整为华北、东北、华东、中南、西南和西北等六大经济协作区。
在1970年“四五”计划，决定以大军区为依托，将全国划分为西南区、西北区、中原区、华南区、华北区、东北区、华东区、闽赣区、山东区、新疆区等十个经济协作区。
1978年全国人大五届一次会议通过的《1976年到1985年发展国民经济十年规划纲要(草案)》中，提出“第五和第六个五年计划期间，发展国民经济的奋斗目标是：在1980年，建成我国独立的比较完整的工业体系和国民经济体系；到1985年，进一步完善全国的经济体系，各个部门的主要生产环节基本掌握现代先进技术，基本建成西南、西北、中南、华东、华北、东北六个大区不同水平，各有特点，各自为战，大力协同，农、轻、重比较协调发展的经济体系。”。